# ميلتاون، دبلن
ميلتاون (بالأيرلندية: Baile an Mhuilinn) هي ضاحية في الجهة الجنوبية من دبلن بأيرلندا. حصلت المدينة على اسمها قبل القرن الثامن عشر أو التاسع عشر. كان كل من ميلتاون وكونسكاي تتبعان منطقة «حريات» دبلن بعد الغزو والاستعمار الإنجليزيين في عام 1290. كانت ميلتاون موقعًا لعدة طواحين تعمل على نهر دودر وهي أيضًا موقع تلاقي نهر سلانغ مع نهر دودر.

## المطحنة
تم أخذ سباق المطحنة من فوق السد الواقع على بعد 100 متر من مجرى نهر «التسع أقواس»، بجانب ما يعرف الآن بالمركز الإسلامي نحو الطاحونة التي كانت تقع في ما يعرف الآن باسم بارك دودر. لا يزال من الممكن رؤية بقايا هذه المطحنة.

## المواصلات
تتميز مدينة ميلتاون بجسر سكة حديد رائع يعود إلى القرن 19 يمر فوق النهر، والذي كان جزءًا من خط سكة حديد هاركورت ستريت الذي يمتد من شارع هاركورت إلى براي. في 30 يونيو 2004، تم إعادة فتح الجسر لنظام السكك الحديدية الخفيفة «لواس» الذي يمتد من سانت ستيفن غرين إلى برايدز غلين. يُعرف هذا الجسر، وأحيانًا المنطقة المحيطة به مباشرةً، بشكل غير رسمي باسم «الأقواس التسعة». افتتحت محطة سكك حديد ميلتاون في 1 مايو 1860 وأغلقت أخيرا في 31 ديسمبر 1958.

## رياضة
لا تزال المنطقة مرتبطة بنادي شامروك روفرز لكرة القدم، الذي لعب هناك في ملعب غلينمالور على أرض مستأجرة من اليسوعيين، من عام 1926 حتى عام 1987 عندما تم بيعها بشكل مثير للجدل للمطورين.  احتفل Milltown Golf Club بالذكرى المئوية لتأسيسه في عام 2007.

## التعليم
تقع كلية ألكسندرا، وهي مدرسة للبنات في إيرلندا في ميلتاون، وكذلك مركز أهل البيت الإسلامي، وهو المسجد الشيعي الوحيد في أيرلندا.